# Emilijština
Emilijština je gallo-italský románský jazyk užívaný zejména v historickém regionu Emilia, který je dnes součásti italské provincie Emilia-Romagna (leží v její západní části). Svou abecedu jazyk přejal zejména z italštiny (konkrétně toskánštiny), přičemž se v ní objevuje poměrně hodně diakritiky. Používaným písmem je latinka. Počet mluvčích jazyka se v roce 2008 odhadoval na přibližně 3,3 milionu.
Kromě regionu Emilia-Romagna je jazyk v menší míře používán také v příhraničních částech dalších regionů, které s regionem Emilia-Romagna sousedí; jmenovitě jde o Lombardii, Toskánsko a Benátsko. Jazyk má několik nářečí, přičemž mezi ta největší patří boloňština, parmština, ferrarština a již vymřelý jazyk judeo-mantuanština. Až do druhé poloviny 20. století byla emilijština a její nářečí používány prakticky výhradně orálně, teprve po druhé světové válce začaly být systematicky zaznamenávány i písemně.

## Ukázka jazyka
| Emilijština   | čeština     |
| ------------- | ----------- |
| êit, èlt      | vysoký      |
| lêregh        | široký      |
| longh, loangh | dlouhý      |
| tōl, tegh     | vzít        |
| fâṡ, fâż      | buk         |
| bdoall        | bříza       |
| znêr, żnèr    | leden       |
| fervêr        | únor        |
| ed, ad        | a           |
| dîṡ           | říct        |
| ê, é          | (on/ona) je |
| aloura        | tak, tedy   |